# عميان قادة عميان
عميانٌ قادة عميان، أو مثَل العميان (بالهولندية: De parabel der blinden)‏، هي لوحة للفنان بيتر بروخل الأب من عصر نهضة الفنون الهولندية، وأتمّ رسمها في العام 1568. رُسمت اللوحة بالطلاء الطباشيري على رقعة كتان، وقياسها 86 سـم × 154 سـم (34 بوصة × 61 بوصة). تصوّر اللوحة الآية الواردة في إنجيل متّى 15:14 عن العميان قادة العميان، واللوحة محفوظة ضمن مجموعة متحف كابوديمونتي الوطني في نابولي بإيطاليا.
تضرب اللوحة مثالًا مُتقنًا عن قدرة بروخل على دقة الملاحظة. فلكل شخصية علّة مختلفة في عينها، ابتداءً بغُفاءة القرنية، مرورًا بضمور مقلة العين وليس انتهاءً بقلع العينين. يُرى الرجال في اللوحة برؤوس متجهة نحو الأعلى في محاولة منهم للاستفادة من حواسهم الأخرى بشكل أمثل. تعزز هيئة اللوحة المائلة الحركة غير المتوازنة للشخصيات الست المتهادية نحو الأمام باضطراب. كما تُعتبر اللوحة تحفة فنية نظرًا لما تضمه من تفاصيل دقيقة وبنيتها المتقَنة. من بين النسخ المستوحاة من اللوحة توجد نسخة أكبر رسمها ابن بروخل، بيتر بروخل الابن، ومثلت اللوحة مصدر إلهام لأعمال أدبية، يُذكر منها شعر شارل بودلير، وويليام كارلوس ويليامز، ورواية كتبها غيرت هوفمان.
رسم بروخل لوحة العميان قبل وفاته بعام واحد. تحملُ اللوحة طابعًا مريرًا وحزينًا، وقد يكون ذلك مرتبطًا بتأسيس حكومة الأراضي المنخفضة الإسبانية لما عُرف باسم مجلس الاضطرابات في العام 1567. صادق المجلس على الاعتقالات الجماعية والإعدامات بهدف فرض الحكم الإسباني وقمع البروتستانتية. انقسمت التفسيرات التي تناولت اللوحة بشأن وجود كنيسة سينت آنا في قرية سينت آنا بيدي إلى تفسيرات مؤيدة للكاثوليكية أو معادية لها، رغم أنه ليس واضحًا إذا تعمّد بروخل التعبير عن رأي سياسي من خلال اللوحة.

## في وصف اللوحة
تُظهر اللوحة موكبًا لستة رجال مكفوفين ومشوّهي الأشكال. يعبر الرجال طريقًا بجوار نهر في جهة، وعلى الجهة الأخرى توجد كنيسة. سقط قائد المجموعة على ظهره في أخدود، ونظرًا لتمسّكهم جميعًا ببعضهم بعضًا عبر العصي، يبدو أنه على وشك إسقاط رفاقه معه. يُلاحظ وجود راعي بقر في خلفية اللوحة.

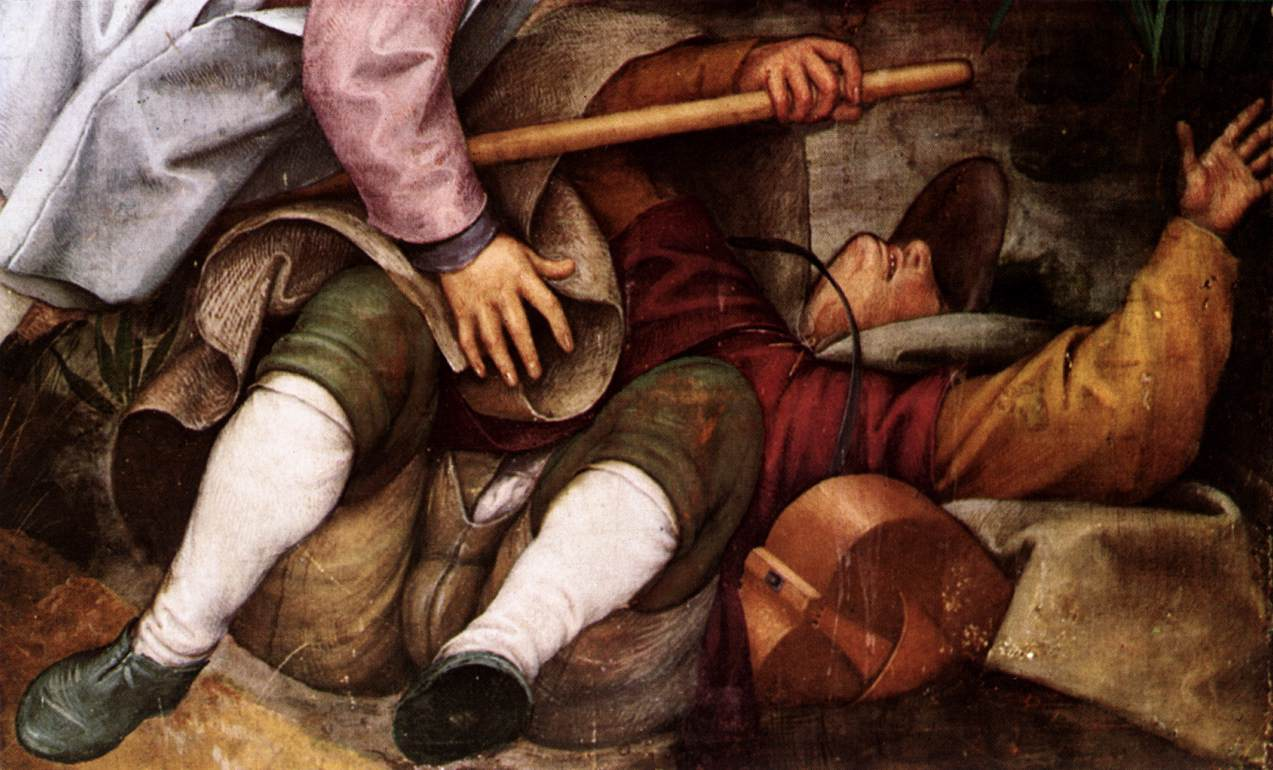
تظهر براعة بروخل في الرسم المنظوري عبر رسم قائد العميان.

استلهم بروخل عمله الفني من المثَل الإنجيلي من مُتّى 15:14 عن العميان قادة العميان، والذي يقصد به السيد المسيح الفريسيين. ذكرت الناقدة الفنية مارغريت سوليفان أن جمهور بروخل لا بد كان على دراية بالأدب الكلاسيكي والكتاب المقدس كذلك. نشر الفيلسوف إيراسموس مجموعته أداجيا قبل عامين من رسم لوحة بروخل، وضمت المجموعة الاقتباس القائل («الأعمى قائد العميان») المنسوب إلى الشاعر الروماني هوراس. يتوسّع بروخل في تصوير الرجلين المكفوفين المذكورَين في المثل إلى ستة رجال، بهندام حسن، بدلًا من موضوعة الملابس الخاصة بالفلاحين التي ميزت أعماله الفنية المتأخرة. لا يظهر وجه الرجل الأعمى الأول؛ في حين يلتفت الرجل الثاني برأسه عند سقوطه، في حركة قد تكون تفاديًا للسقوط على وجهه أرضًا. يُمسك الرجل الثالث الذي يرتدي واقية الركبة، الواقف على أصابع قدميه مع ركبتيه مثنيتين بوجهه نحو السماء، يمسك بالعصا مع الرجل الثاني، والتي سحبته إلى أسفل. لم يتعثر العميان الآخرون في الموكب بعد، لكن مفهوم ضمنيًا أنهم سيلقون المصير نفسه.
رُسمت وجوه وأجساد الرجال العميان، وأجزاء الخلفية بما في ذلك الكنيسة، بأدق تفاصيلها. كما يُظهر وضعية سقوط قائد العميان للخلف إتقان بروخل وبراعته في الرسم المنظوري. يميل بروخل إلى اختيار أماكن خيالية في لوحاته، ولكن ظهر أن المكان الواقعي للوحة العميان هو قرية سينت آنا بيدي، وكنيسة سينت آنا.

### الأسلوب الفني

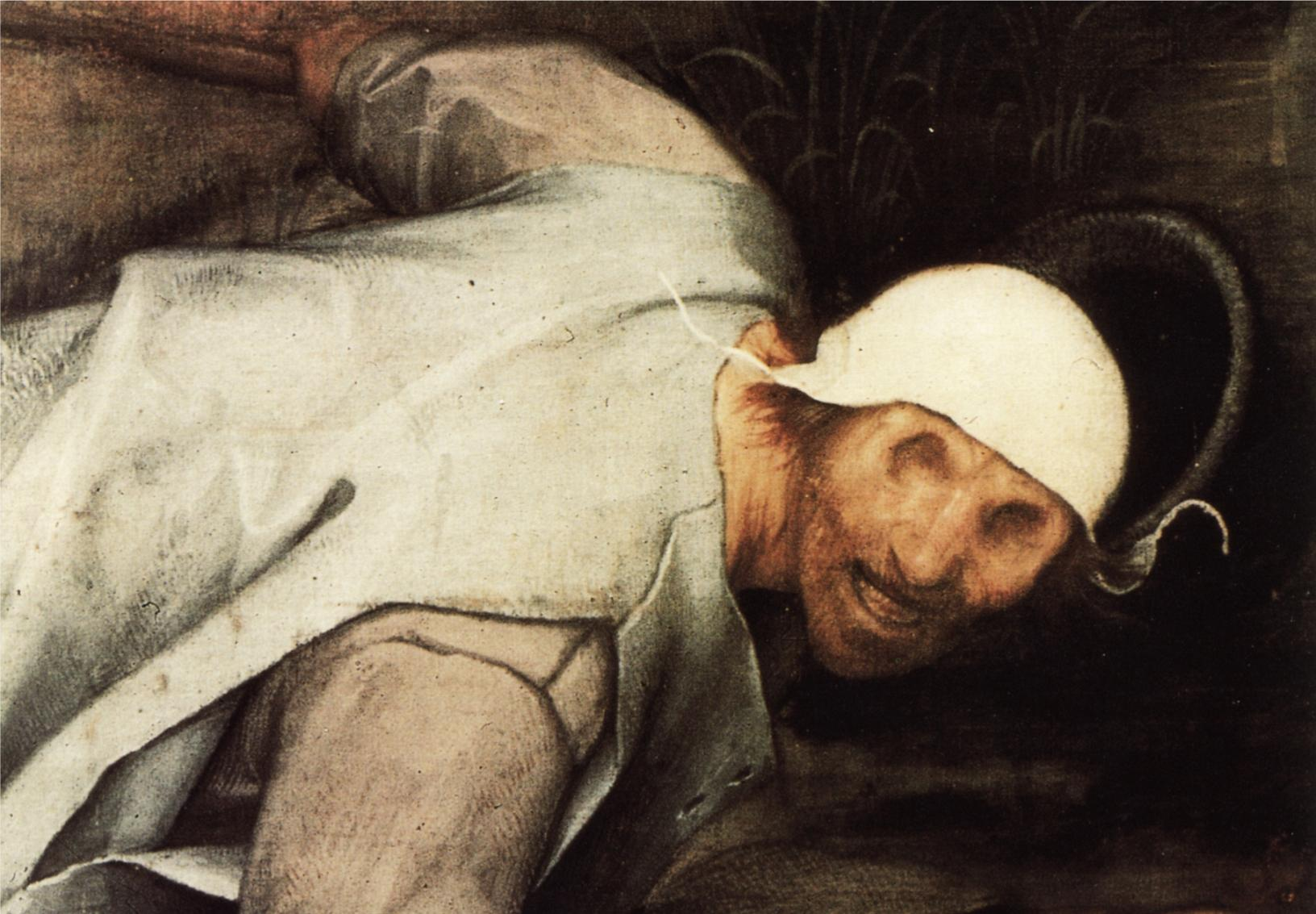
تفاصيل سقوط الرجل الأعمى الثاني. أقر أطباء العيون حقيقة أن عينيّ الرجل الثاني قد اقتُلعتا.

تُعدّ هذه اللوحة واحدة من آخر أربع لوحات متبقية من أعمال بروخل والمرسومة بالطلاء الطباشيري، وهي لوحة قماشية تُدعى توشلاين-tüchlein، من نوع الرسم الفاتح الذي يستخدم الصبغ المسحوق المصنوعة من الصبغة الممزوجة بالغراء القابل للذوبان في الماء. استُخدمت هذه التقنية بشكل كبير في الرسم وتذهيب الكتب قبل ظهور الطلاء الزيتي. لا يُعلم على وجه التحديد من الذي علّم بروخل استخدام هذه التقنية، ولكن تضم قائمة التكهنات كلًا مِن حماته، والعامل بتذهيب الكتب مايكين فيرهولست، وأستاذه بيتر كويك فان إيلست، والرسام والعامل بتذهيب الكتب جوليو كلوفيو، الذي شاركه السكن في إيطاليا كما ساعده في رسم المنمنمات باستخدام الطلاء الطباشيري. نظرًا للقابلية العالية في قماش الكتان للتلف وفي الصمغ الجلدي للذوبان، لا يمكن حفظ لوحات توشلاين بصورة جيدة ويصعب ترميمها. بيد أن لوحة العميان قادة العميان ما زالت في حالة جيدة ولم يعتورها سوى بعض التآكل الذي أتى على راع وبعض الطيور وسط اللوحة. يمكن ملاحظة حبة الكتان في القماش تحت ضربات الفرشاة الدقيقة. تحمل اللوحة توقيعًا وتاريخًا: BRVEGEL.M.D.LX.VIII. تبلغ أبعاد اللوحة 86 سم × 154 سم (34 × 61 إنشًا)، وهي الأكبر من نوعها في العام 1568.
يحضر الطابع المتقشف للوحة عبر أصباغ تنتظم في نسق لوني مكوّن بغالبه من الرمادي، والأخضر، والخمري، والأسود. تخلق الحركة الأفقية للأجسام توترًا مثيرًا في مقدمة اللوحة التي تنفصل قطريًا عن المشهد الطبيعي في الخلفية. لا تُخطئ العين الطبيعة الفلمنكية للمعالم المسطحة للبلد، على عكس معظم المناظر الطبيعية التي رسمها بروخل، الذي طعّمها بتضاريس خارجية مثل سلاسل الجبال حتى في لوحاته التي تناولت المشاهد الطبيعية المحلية.
على عكس التصاوير السابقة للعميان بوصفهم مستفيدين من الهبات الإلهية، فإن رجال لوحة بروخل يمشون متعثرين وهم في أرذل العمر، ويصورهم الفنان دون شفقة. كان من الممكن استخلاص أن الرجل مفقوء العينين إنما هو كذلك نتيجة لعقاب مستحق على جُرم ارتكبه أو لاشتراكه في قتال ما.
التزم بروخل في رسمه بالموضوعية التجريبية السائدة في عصر النهضة. في اللوحات السابقة على لوحة بروخل، عادة ما عُمد إلى تصوير العميان بأعين مغمضة. في حين أعطى بروخل لكل رجل في لوحته علةً بصرية مختلفة، ورُسمت جميعها بدقة واقعية سمحت للخبراء فيما بعد بتشخيص حالتهم، ومع ذلك ما يزال ثمة خلاف بخصوص تحديد بعض الحالات التشخيصية. نشر أخصائي علم الأمراض التشريحي الفرنسي جان مارتن شاركو والفنان التشريحي بول ريشر تقريرًا مبكرًا بعنوان («الشخصيات المشوهة والمريضة في الفن»، 1889)، واقتفى أثرهم عالم الأمراض الفرنسي توني ميشيل توريلهون بتقديم مزيد من الأبحاث المتعلقة بشخصيات بروخل الفنية في العام 1957.
لا يمكن رؤية عيني الرجل الأول؛ أما الثاني فقد أُزيلت عيناه مع الجفنين؛ والثالث مصاب بغُفاءة القرنية؛ ويعاني الرابع من ضمور مقلة العين، في حين أن الخامس إما أعمى بلا إدراك حسي للضوء، أو مصاب برهاب الضوء، والسادس يعاني إما من الفقاع، أو الفقعان الفقاعي. لاحظ كلّ من شاركو وريشر دقة بروخل في تصوير عدم اتجاه الرجال العميان نحو الأمام إنما مسيرهم بوجوههم متجهة للأعلى، إذ اضطروا للاعتماد على حاستيّ الشم والسمع.

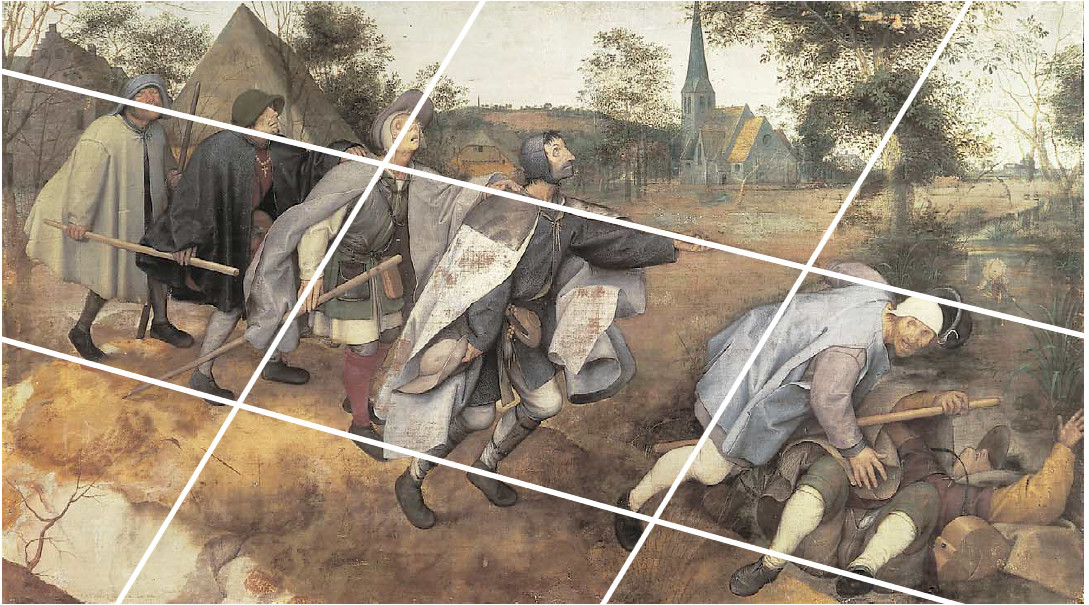
تعطي الهيئة الأفقية توترًا وتُضفي إحساسًا بالحركة.

## خلفية العمل

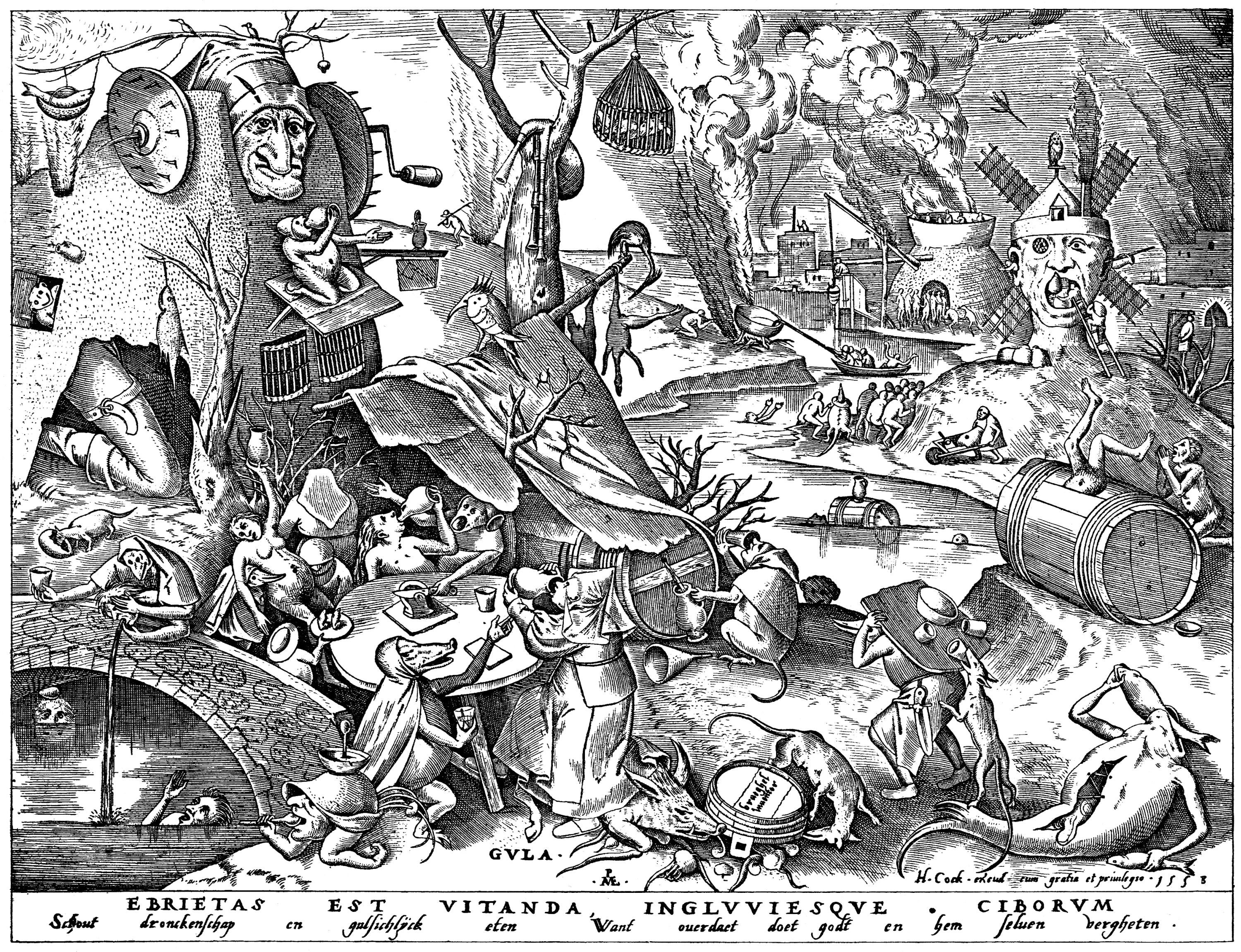
الشراهة، عمل لبروخل، 1558. تتمثّل هذه اللوحة المبكرة أعمال الرسام بوس ذات الطابع المتكدّس والغرائبي.

في القرن السادس عشر، عصفت بأوروبا العديد من التغييرات المجتمعية، ومن أهمها: حركة الإصلاح البروتستانتي ورفضها القاطع للأيقونات والصور الدينية العامة؛ وحقبة النهضة الإنسانية وإعلائها من شأن الفلسفة التجريبية على حساب الإيمان الديني؛ واتساع الطبقة الوسطى في غمرة صعود مذهب الاتجارية. تميّزت تلك الفترة بالقفزات المتسارعة في مجالات التعلم والمعرفة، وبالميل نحو العلوم التجريبية –في العصر الذي شهد نظرية مركزية الشمس لكوبرنيكوس وظهور الطباعة الحديثة بفضل غوتنبرغ. ترك علم رسم الخرائط الذي دشنه أورتيليوس بصمته على رسم المناظر الطبيعية؛ مثلما شجعت التطورات التي قدمها فيساليوس في علم التشريح من خلال المراقبة المباشرة للجثث المشرّحة شجعت الفنانين على إيلاء قدر أكبر من الاهتمام بالدقة التشريحية في أعمالهم الفنية.
في تلك الفترة، راجَ تداول الفن في الأسواق المفتوحة؛ وسعى الفنانون إلى التمايز عبر تقديمهم موضوعات مغايرة لسابقاتها التقليدية المشغولة بموضوعات النبالة، والأسطورية، والتوراتية، وراحوا بدلًا من ذلك يطورون تقنيات جديدة وواقعية تستند إلى الملاحظة التجريبية. أتاح الأدب الكلاسيكي سوابق عبر التعامل مع الموضوعات «الدونية» في الفن. انطلاقًا من هذا، ظهر ما عُرف باسم فن النوع بتركيزه على تصوير الأشخاص العاديين والحياة اليومية.
ابتدأ بيتر بروخل الأب حياته المهنية برسم المناظر الطبيعية والمشاهد الغرائبية بأسلوب كثيف أكسبه سمعة بوصفه الوريث الفني للرسام الهولندي هيرمونيموس بوس. ولكنه اتجه سريعًا ليقتفي أثر معلّم آخر، بيتر أرتسن، الذي بنى لنفسه سمعة طيبة في خمسينيات القرن الخامس عشر عبر تصويره مشاهد الحياة اليومية بأسلوب شديد الواقعية، مثل تفصيله لتشكيلة منتجات اللحوم التي طبعت عمله الفني الشهير متجر اللحام في العام 1551. مالت مواضيع بروخل نحو العادي، وأصبح أسلوبه متعلقًا بالملاحظة أكثر فأكثر. حقق بروخل شهرة بفضل تصويره المفصل والدقيق والواقعي للفلاحين، الذين كانوا موضوعة شائعة في لوحاته. رسم بروخل على قماش الكتان وألواح البلوط، وتجنب مشاهد الأبّهة وصور النبلاء أو الملوك. في بداية عمله، لم يكن للفلاحين الذين صورهم بروخل ملامح وشخصيات متميزة؛ لكن مع نضوج عمله الفني، أصبحت هيئاتهم أكثر تفصيلًا وتعبيرًا بدرجة كبيرة.

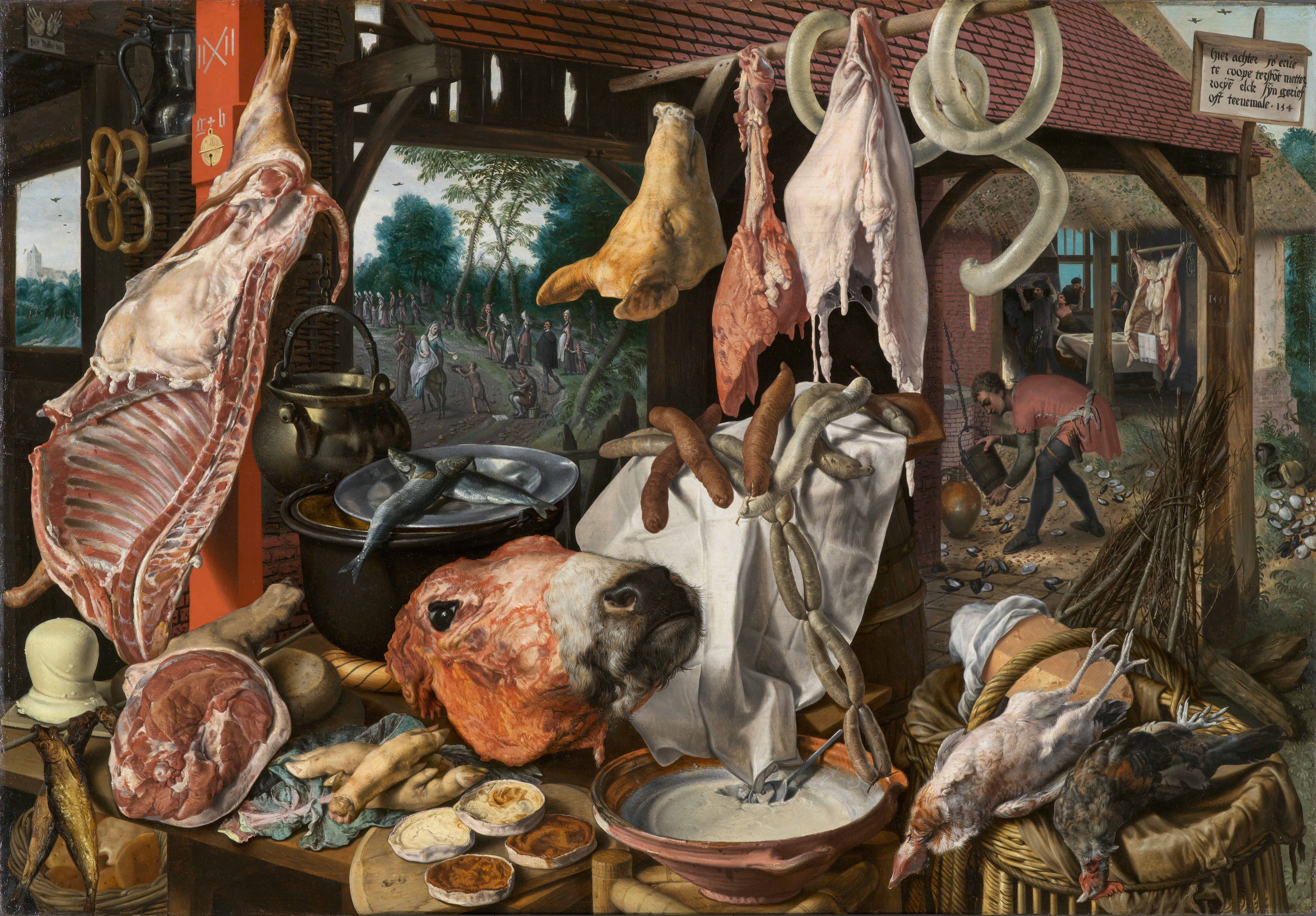
كان بيتر أرتسين رائد رسم الموضوعات العادية. لوحة كشك اللحوم ومنح العائلة المقدسة للصدقة، أرستين (1551).

في العام 1563، تزوج بروخل بمايكن، ابنة أستاذه بيتر كويك فان إيلست، وانتقل إلى بروكسل، مقر الحكومة في الأراضي المنخفضة الإسبانية (1556-1714). في العام 1567، أنشأ حاكم هولندا، دوق ألبا الثالث، مجلس الاضطرابات (الذي عُرف كذلك باسم «مجلس الدم») لقمع الأديان غير الكاثوليكية وفرض الحكم الإسباني، ما أسفر عنه اعتقالات وإعدامات جماعية. من غير الواضح تعاطف بروخل مع الكالفينية، أو فيما إذا كان يرغب ببث بيان سياسي في لوحته العميان، لكن تضافُر الأدلة يشير إلى احتمال تبنيه آراء مناهضة للكنيسة الكاثوليكية. شابَ طابع يتّسم بالمرارة والحزن أعماله الأخيرة، مثل العميان وطائر العقعق فوق عود المشنقة.
في اليونان القديمة، صُوّر المكفوفون بوصفهم مستفيدين من أُعطيات الآلهة، وحظي المغنون العميان بتقدير كبير. في أوروبا العصور الوسطى، أُشير إلى العميان كونهم مادة المعجزات، مثل بارتيماوس المذكور في أعمى أريحا في إنجيل مرقس 10، 45-52. بعد حركة الإصلاح البروتستانتي، لم تعد تصاوير القديسين والمعجزات تلقى قبولًا في مناطق البروتستانت. في حين اعتبر الفكر الكاثوليكي أعمال الرحمة الخيرية، كالتصدّق على المكفوفين والفقراء، أعمالًا صالحة، والتي أوجبت الخلاص لفاعلها عند اقترانها بالإيمان. على النقيض من ذلك، أنكرت عقيدة سولا فيدي البروتستانتية تأثير العمل في تحقيق الخلاص، ونصّت على أن الخلاص متحقق بالإيمان وحده (ويدخل هنا المفهوم المعقد لقدر الربّ المحدد مسبقًا لكل فرد). وهكذا تراجعت مكانة التصدق على الفقراء والعاجزين، وتدهورت أوضاع المتسولين. وشاع في الأدب الشعبي في ذلك الزمان تصوير العميان بوصفهم محتالين أو هدفًا مفضلًا للمقالب. يظهر مثل العميان قادة العميان ضمن الأمثال الموضحة في لوحة الأمثال الهولندية لبروخل (1559).

## تحليل اللوحة

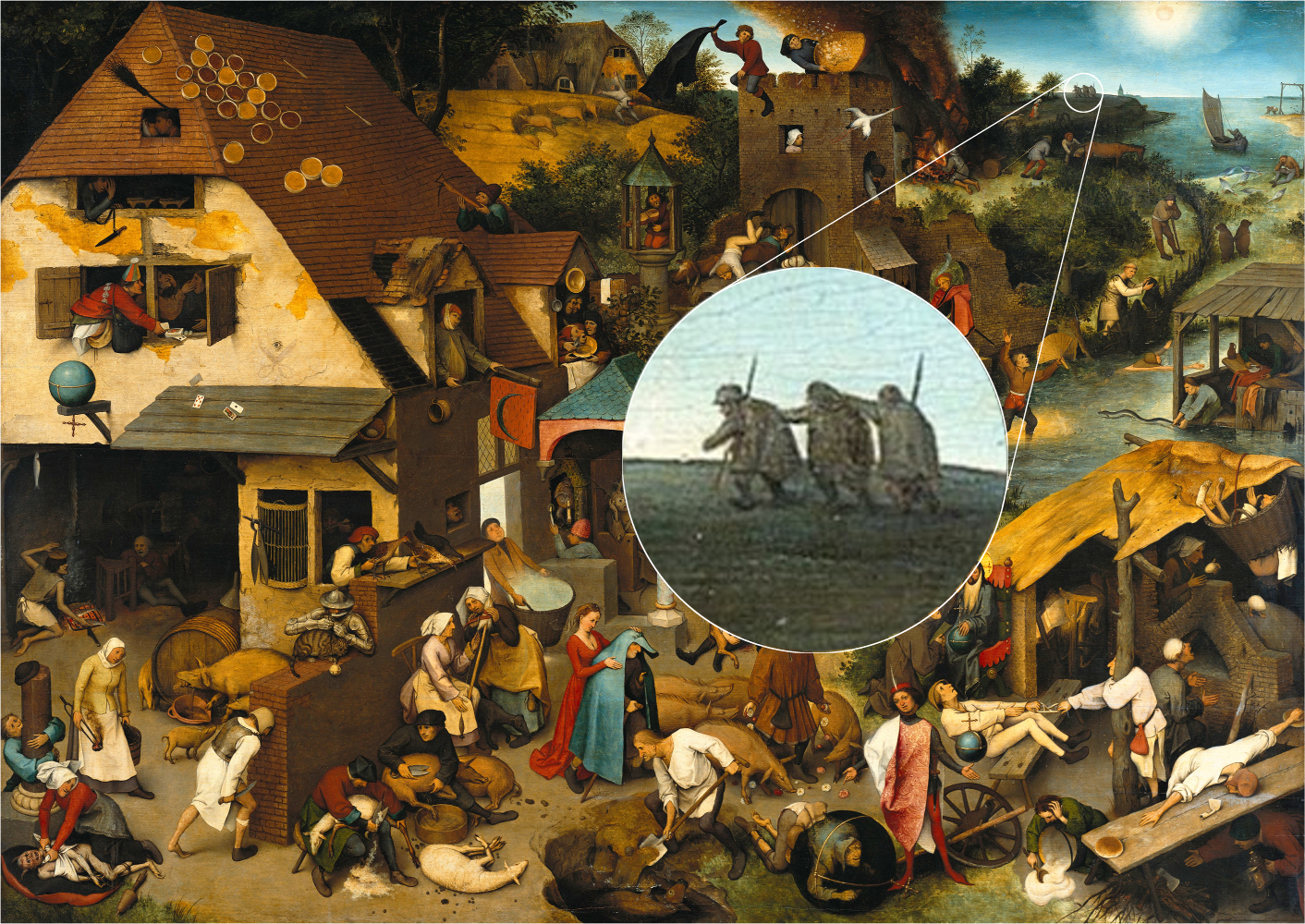
مثّل بروخل سابقًا مثَل العميان قادة العميان (الصورة المُدرجة) في لوحته الأمثال الهولندية (1559).

كتب شارل بولو عن التوتر في التناغم التركيبي لدى بروخل. فالصورة تضم تسعة أجزاء متساوية تقسمها مجموعة من الخطوط المائلة المتوازية. وتنقسم هذه بدورها عبر شبكة خطوط أخرى بزوايا ثابتة على الأولى. تدفع تركيبة اللوحة المشاهد إلى متابعة الواقعة بدلًا من التركيز على أفراد الشخصيات. يتشابه العميان فيما بينهم من ناحية الملبس وملامح الوجه، ويبدو كأن بعضهم يخلف بعضًا في الإتيان بحركة واحدة تنتهي إلى السقوط؛ إذ يبدأ الرجال من اليسار «بالتجول، ثم التردد، فالذعر، ثم التعثر، والسقوط في نهاية المطاف». يتبع تسلسل الرؤوس مسار منحنى، ومع تقدّم التسلسل، تزداد المسافة الفاصلة بين الرؤوس، وهو ما يدل على السرعة المتزايدة. تُسهم الأسطح المنحدرة للمنازل الخلفية في خلق الإحساس بالحركة الذي تقدّمه بُنية اللوحة.
أشار مؤرخ الفن غوستاف غلوك إلى التناقض في حال المتسولين كونهم يرتدون ملابس أنيقة ويحملون عصي ومحافظ نقود ممتلئة. أفاد الأكاديميان كينيث سي ليندزي وبيرنارد هوبيه أن بروخل قد يكون ملمحًا أن العميان إنما يمثلون كهنة دجالين تجاهلوا مواعظ السيد المسيح بعدم حمل الذهب، أو محافظ المال، أو العصي؛ يحمل قائد العميان الأرغن اليدوي، وهي أداة موسيقية كانت مقترنة بالمتسولين في زمن بروخل؛ وربما يكون في هذا إشارة إلى المغني الجوال المدّعي، والذي لا يخصص مدائحه للربّ.

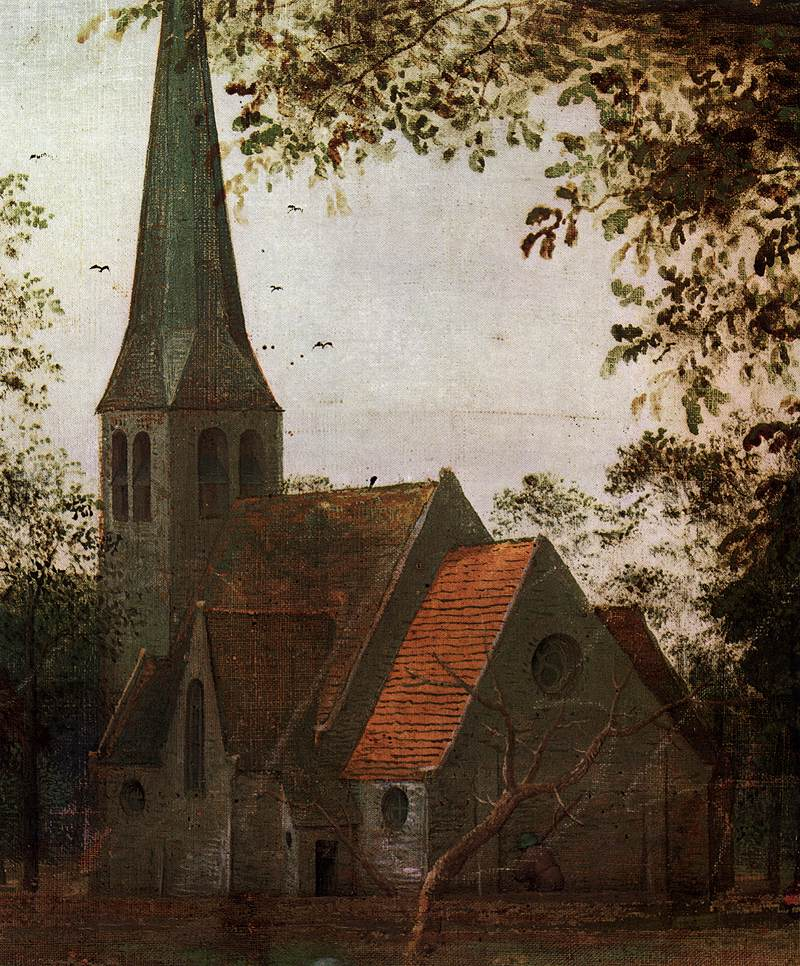
توجد كنيسة سينت آنا في قرية سينت آنا بيدي. وأفضى إدراج الكنيسة ضمن اللوحة إلى تفسيرات متضاربة بخصوصها.

ظهرت الكثير من التفسيرات بخصوص وجود الكنيسة في خلفية اللوحة، والتي عُثر على أنها كنيسة سينت آنا في ديلبيك في بلجيكا المعاصرة. يذهب أحد الآراء إلى أن الكنيسة دليل دامغ على الغرض الأخلاقي للوحة –أنه رغم تعثر الرجلين المكفوفين في المقدمة وعدم استحقاقهما الفداء، فإن الرجال الأربع الباقون ما زالوا وراء الكنيسة، وهكذا يمكن أن يحققوا الخلاص. ثمة تفسير آخر يفيد أن الكنيسة، التي رُسمت أمامها شجرة ذاوية، ما هي إلا رمز معادٍ للكاثوليكية، وأن من يقتدون أثرها سيسقطون بسبب اتباعم قائدًا أعمى كما حصل للرجال الذين سقطوا في الأخدود. في حين ترفض أراء أخرى أية رمزية في وجود الكنيسة، وتُفيد أن ظهور الكنائس متكرر في مشاهد القرى التي رسمها بروخل، نظرًا لكونها جزءًا شائعًا ضمن منظر القرية الاعتيادي. يرى الباحث الطبي زينيل كارسيوغلو أن الكنيسة تمثّل حالة اللا مبالاة بمحنة المعاقين.
على النقيض من الشخصيات الجالسة بثبات، والسائدة في لوحات تلك الفترة، يمثّل بروخل مسار الزمان والمكان عبر الحركة المتسارعة للأشكال. كتب النقاد شاركو وريشر أن مفهوم إدراك الحركة لم يُصغ قبل القرن السابع عشر، وأن عمل بروخل يشكّل بادرةً لما أصبح فيما بعد الصور المتحركة، ولعمل دوشامب عارٍ يهبط سلمًا، رقم 2. يرى كارسيوغلو أن اللوحة مثّلت سابقةً لتحليل الحركة باستخدام الصور الفوتوغرافية لدى إتيان جول ماري في القرن التاسع عشر. أفاد المخرج الهولندي يوريس إيفينز: «لو كان بروغل على قيد الحياة، لكان مخرجًا سينمائيًا».

## الإرث الثقافي
تعتبر لوحة عميان قادة عميان واحدة من أهم الروائع الفنية في الرسم. كما تُعدّ لوحة بروخل أقدم لوحة متبقية من تلك التي تحكي مثل الأعمى الذي يقود العميان، رغم وجود نقوش أقدم تاريخًا تعود لحقبة البلدان المنخفضة والتي لا بدّ أن بروخل كان على دراية بها، ومنها رسمٌ منسوب إلى بوس، وآخر من عمل كورنيلس ماسيس. حظيت رسومات بروخل بشعبية حول العالم، وما زالت محط اهتمام الأبحاث العلمية في مجالات الفن، وخارجه كذلك، في الطب مثلًا.

خلّفت تصاوير بروخل للمتسولين في لوحاته، كرسمة العميان قادة العميان، أثرًا عظيمًا في الفنانين الذين اقتفوا خطاه، يُذكر منهم ديفيد فينكبونز. ضمّ هيرونميوس فيريكس نسخة من لوحة العميان قادة العميان إلى سلسلة إثنا عشر مثلًا فلمنكيًا. في العام 1600 تقريبًا، ظهرت نسخة مزورة منسوبة إلى ياكوب سيفري تُدعى العميان، وحملت نقشًا مزورًا ينسب تاريخها إلى العام 1562. رسم ابن بروخل، بيتر بروخل الابن، نسخة أكبر في العام 1616 تقريبًا وأضاف إليها عدة تفاصيل أخرى، كان منها قطيع أغنام، ولوحته معلقة في متحف اللوفر. كانت هذه اللوحة ضمن مقتنيات فرديناندو غونزاغا، دوق مانتوفا، راعي رسام الباروك الإيطالي دومينيكو فيتي، الذي قد يكون تأثر باللوحة تلك عندما رسم لوحته الخاصة المبنية على المثَل الإنجيلي حوالي 1621 – 1622.

اللوحات المتأثرة بعمل بروخل، العميان قادة العميان
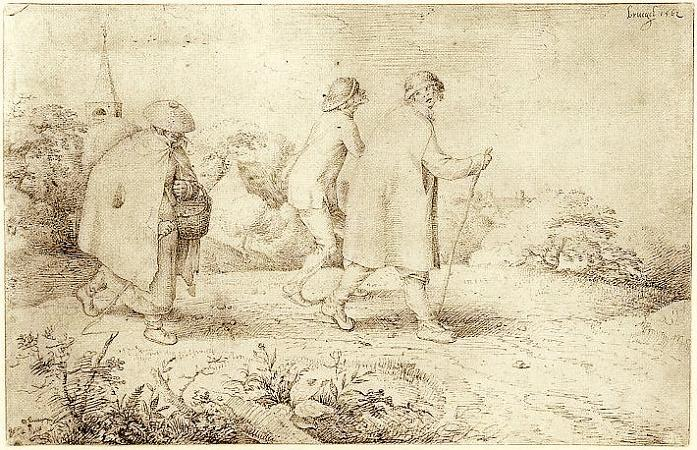
لوحة مزورة منسوبة إلى ياكوب سيفري، 1600 تقريبًا.
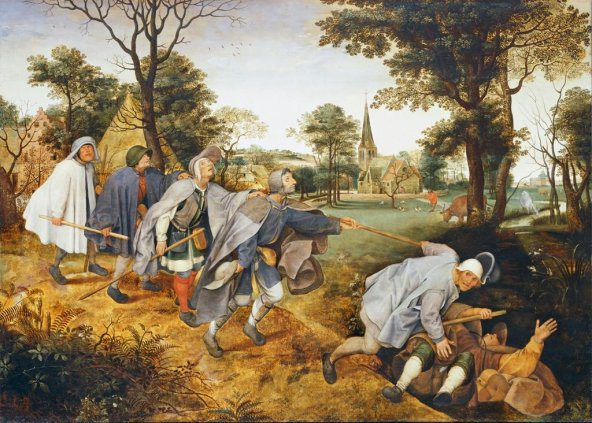
نسخة رسمها بيتر بروخل الابن، 1616 تقريبًا.
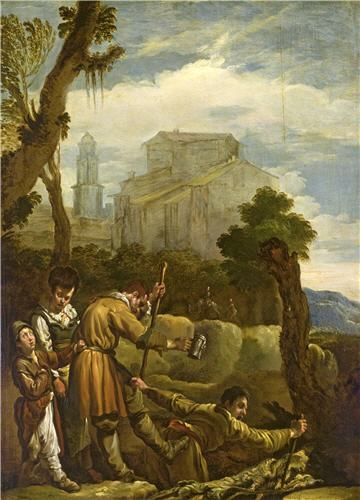
لوحة لدومنيكو فيتي، 1621 – 1622 تقريبًا.
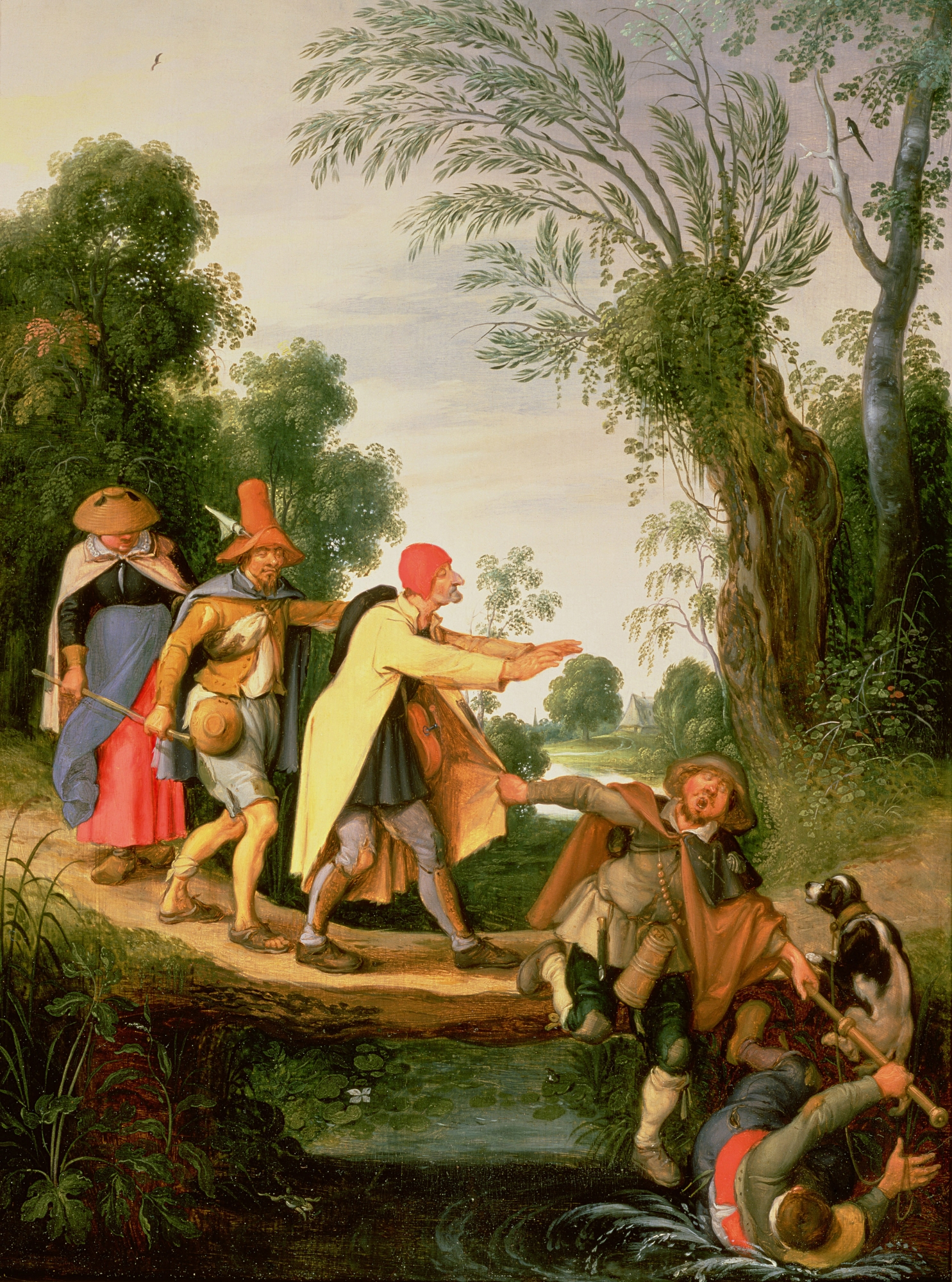
لوحة لسباستيان فرانكس، من أوائل القرن السابع عشر.

ألهمت اللوحة موضوعات شعرية، يُذكر منها أعمال الشاعرين الألمانيين يوزيف فاينهيبر وفالتر باور، والفرنسي شارل بودلير «العميان». كتب الأمريكي ويليام كارلوس ويليامز سلسلة من القصائد متعلقة بلوحات بروخل؛ إذ يركز كتابه «مثل العميان» على المعنى المستقى من بُنية لوحة العميان –وهي الكلمة التي يرد ذكرها ثلاث مرات في المقاطع الثلاثية المتكررة ثماني مرات ضمن القصيدة. تتعثر الشخصيات بشكل أفقي نحو أسفل، ثم –يقوم
...واحد
يتبع الآخر ممسكًا العصا

بيده، منتصرًا في الكارثة.
- وليام كارلوس ويليامز، «مثَل العميان»، صور من بروخل (1962).
استلهم الكاتب المسرحي البلجيكي موريس ماترلينك لوحة بروخل كنموذج لمسرحيته ذات الفصل الواحد، العميان. كما تأتي رواية الكاتب الألماني الغربي غيرت هوفمان من العام 1985 مثَل العميان تأتي على ذكر بروخل والعميان الستة: بهدف خلق تصوير واقعي، جعل بروخل الرجال يعبرون الجسر مرة تلو الأخرى ليسقطوا في جدول ماءٍ في عز فصل الشتاء حتى يحقق سيماهم البؤس الذي يعتقد بروخل أنه معبّر عن الوضع البشري. في رواية تاريخية من العام 1987، بعنوان بروخل، أو ورشة الأحلام لكلود هنري روكيه، تتقصّد شخصية بروخل رسم العميان بدافع الخوف من فقدان بصره شخصيًا.
استوحى رسام الكاريكاتير الفرنسي إف مور سلسلته الفكاهية المكفوفون (1991) من لوحة بروخل.

## المِلكية
اكتُشفت كل من لوحتيّ العميان قادة العميان ومُبغض البشر ضمن المجموعة الفنية للكونت جيوفاني باتيستا ماسي من بارما في العام 1612، إثر مصادرة دوق بارما رانوتشيو فارنيزي ممتلكات ماسي لاشتراكه في مؤامرة ضد حُكم عائلة فارنيزي. من غير المؤكد كيفية وصول اللوحة إلى إيطاليا أصلًا، رغم ثبوت أن والد ماسي كوزيمو كان قد عاد من هولندا في العام 1595 مصطحبًا معه عددًا من اللوحات الهولندية. اعتُبرت مجموعة فارنيزي الفنية واحدة من كبرى المجموعات الفنية في عصر النهضة، موزّعة في بيوت عائلة فرانيزي في كلّ من بارما وروما.
في القرن الثامن عشر، ورث كارلوس الثالث ملك إسبانيا المجموعة من أمه إليزابيث فارنيزي، وريثة دوقية بارما في شمال إيطاليا، والتي أصبحت زوجة الملك الحاكم لإسبانيا. في سنوات صباه، عُيّن الابن الأصغر كارلوس دوقًا على بارما، ثم بسط سيطرته بجرأة على مملكة نابولي، واتخذ لنفسه لقب كارلوس السابع ملك نابولي، قبل أن يرث العرش الإسباني. أودع كارلوس المجموعة الفنية في ما يُعرف حاليًا باسم متحف كابوديمونتي الوطني في نابولي. واللوحة معلقة في متحف كابوديمونتي جنبًا إلى جنب مع لوحة مُبغض البشر، باعتبارهما جزءًا من مجموعة فارنيزي الفنية.